# Todd and the Book of Pure Evil
 (février 2023).
Si vous disposez d'ouvrages ou d'articles de référence ou si vous connaissez des sites web de qualité traitant du thème abordé ici, merci de compléter l'article en donnant les références utiles à sa vérifiabilité et en les liant à la section « Notes et références ».
Todd and the Book of Pure Evil est une série télévisée canadienne en 26 épisodes de 22 minutes créée par Craig David Wallace, Charles Picco et Anthony Leo et diffusée entre le 29 septembre 2010 et le 26 janvier 2012 sur Space.
Cette série est inédite dans les pays francophones.

## Synopsis
Des élèves du lycée de Crowley High ont découvert un livre diabolique qui permet à celui qui le possède d'exaucer tous ses désirs, même les plus fous...

## Distribution
- Alex House (en) : Todd Smith
- Maggie Castle : Jenny Kolinsky
- Billy Turnbull : Curtis Weaver
- Melanie Leishman : Hannah B. Williams
- Chris Leavins (en) : Atticus Murphy Jr.
- Steve Arbuckle (en) : Rob
- Jason Mewes : Jimmy
- Julian Richings : Hooded Leader
- Norman Yeung : Eddie

## Épisodes

### Première saison (2010)
1. Titre français inconnu (Todd the Metal God)
2. Titre français inconnu (How to Make a Homonculus)
3. Titre français inconnu (Rock N'Roll Zombies Know Best)
4. Titre français inconnu (Gay Day)
5. Titre français inconnu (Monster Fat)
6. Titre français inconnu (Invasion of the Stupid Snatchers)
7. Titre français inconnu (Terrible Twin Turf Tussle)
8. Titre français inconnu (Cockfight)
9. Titre français inconnu (Big Bad Baby)
10. Titre français inconnu (The Ghost of Chet Sukowski)
11. Titre français inconnu (The Phantom of Crowley High)
12. Titre français inconnu (Checkmate)
13. Titre français inconnu (A Farewell to Curtis' Arm)

### Deuxième saison (2011-2012)
1. Titre français inconnu (Retirement Home)
2. Titre français inconnu (The Student Bodies)
3. Titre français inconnu (Daddy Tissues)
4. Titre français inconnu (Simply The Beast)
5. Titre français inconnu (Jungle Fever)
6. Titre français inconnu (Fisting Fantasy)
7. Titre français inconnu (See You Later, Masturbator)
8. Titre français inconnu (Loser Generated Content)
9. Titre français inconnu (Deathday Cake)
10. Titre français inconnu (2 Girls, 1 Tongue)
11. Titre français inconnu (B.Y.O.B.O.P.E.)
12. Titre français inconnu (The Toddyssey)
13. Titre français inconnu (Black Tie Showdown)